# FC 블라우빗 암스테르담
FC 블라우빗 암스테르담(네덜란드어: FC Blauw-Wit Amsterdam) 암스테르담을 연고로 하던 네덜란드의 축구단이었다. 구단의 이름은 유니폼의 색상인 파란색과 흰색을 참조해서 지어졌다.